# 秋田市立佐竹史料館
秋田市立佐竹史料館（あきたしりつさたけしりょうかん）は、秋田県秋田市にある市立の郷土史料館である。千秋公園の二の丸広場の近くに位置する。

## 概要
もと秋田市美術館（現秋田市立千秋美術館。1958年（昭和33年）6月18日開館、1989年（平成元年）11月18日アトリオン内に移転）として使用された建物を佐竹氏の資料の収蔵施設として再整備し、1990年（平成2年）に開館した。館内では佐竹義重・佐竹義宣所用の具足や、佐竹義宣筆の書状など、佐竹氏累代の資料等を展示している。また、久保田城御隅櫓、御物頭御番所（おものがしらごばんしょ）、一つ森公園内の旧黒澤家住宅も管理しており、これら施設と連携して秋田の藩政時代を紹介している。
上述の通り建物はもともと秋田市美術館として使われていたものであり、竣工も1958年（昭和33年）と、築50年以上が経過しており老朽化が進んでいる。このため中通一丁目地区再開発事業と関連して当施設の移転問題が持ち上がり、当初は中通地区に整備される市の公共公益施設に歴史ミュージアムとして移転する構想があった。しかし、この構想は中通地区に平野政吉美術館を移転する構想と引き換えに撤回された。
秋田市立佐竹史料館は現地で建て替えられることになり、2022年7月1日から約2年半休館することになった。新史料館の建物は延べ床面積が約4倍になり、2025年3月に開館する予定だった。しかし、公募型指名競争入札で指名した共同企業体（JV）が全て辞退し、再入札となったため、着工時期は遅れリニューアルオープンも延期される見通しである。

## 附属施設

### 久保田城御隅櫓

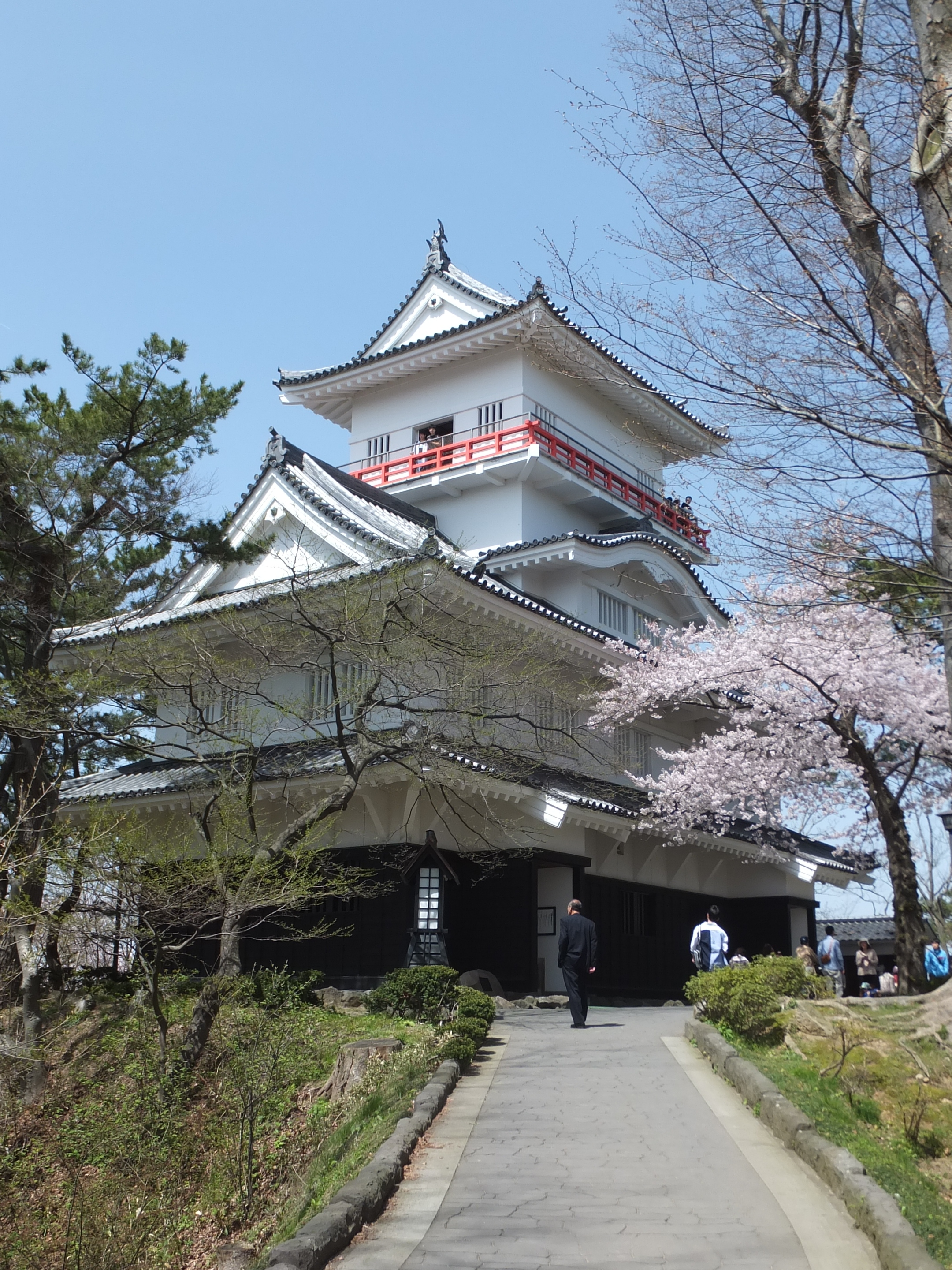
久保田城御隅櫓

秋田市制100周年記念事業として建設され、1989年（平成元年）完成、7月10日に開館した。鉄筋コンクリート造四層の模擬天守的なつくりで、明治初期まで存在した元々の木造・二層造りの御隅櫓とは異なる。内部は藩政時代を紹介する展示室となっており（1,2階）、また最上階の4階は市内を一望する展望室となっている。なお、冬期（12月1日~3月31日）は休館する。

### 御物頭御番所

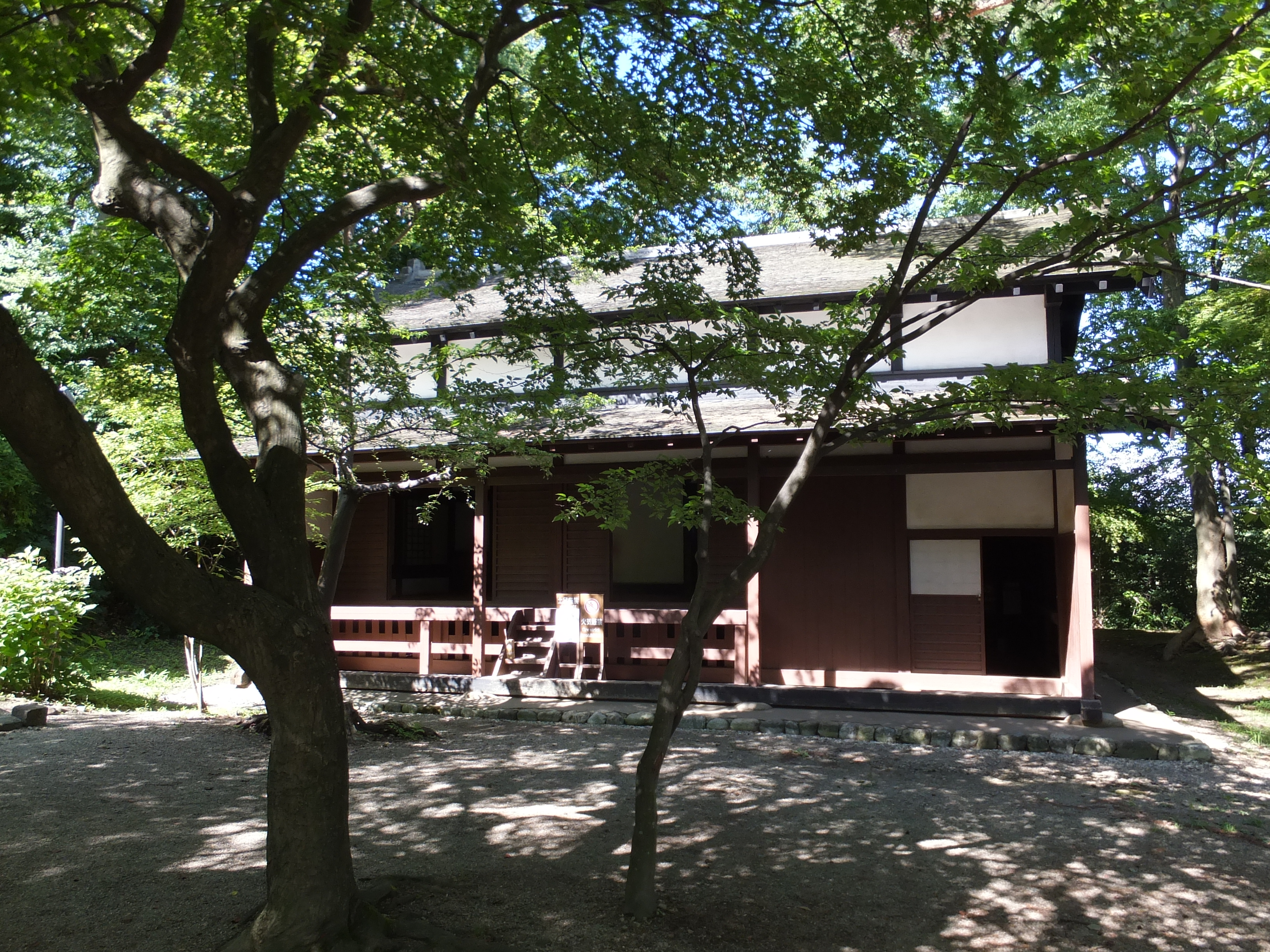
御物頭御番所

久保田城表門の下にあり、物頭（足軽大将）の詰所として使用された建物。現在千秋公園内に唯一残る藩政時代の建物であり、1987年（昭和62年）から1988年（昭和63年）にかけて修復工事が行われた。1990年（平成2年）4月10日に秋田市の有形文化財に指定された。

### 旧黒澤家住宅

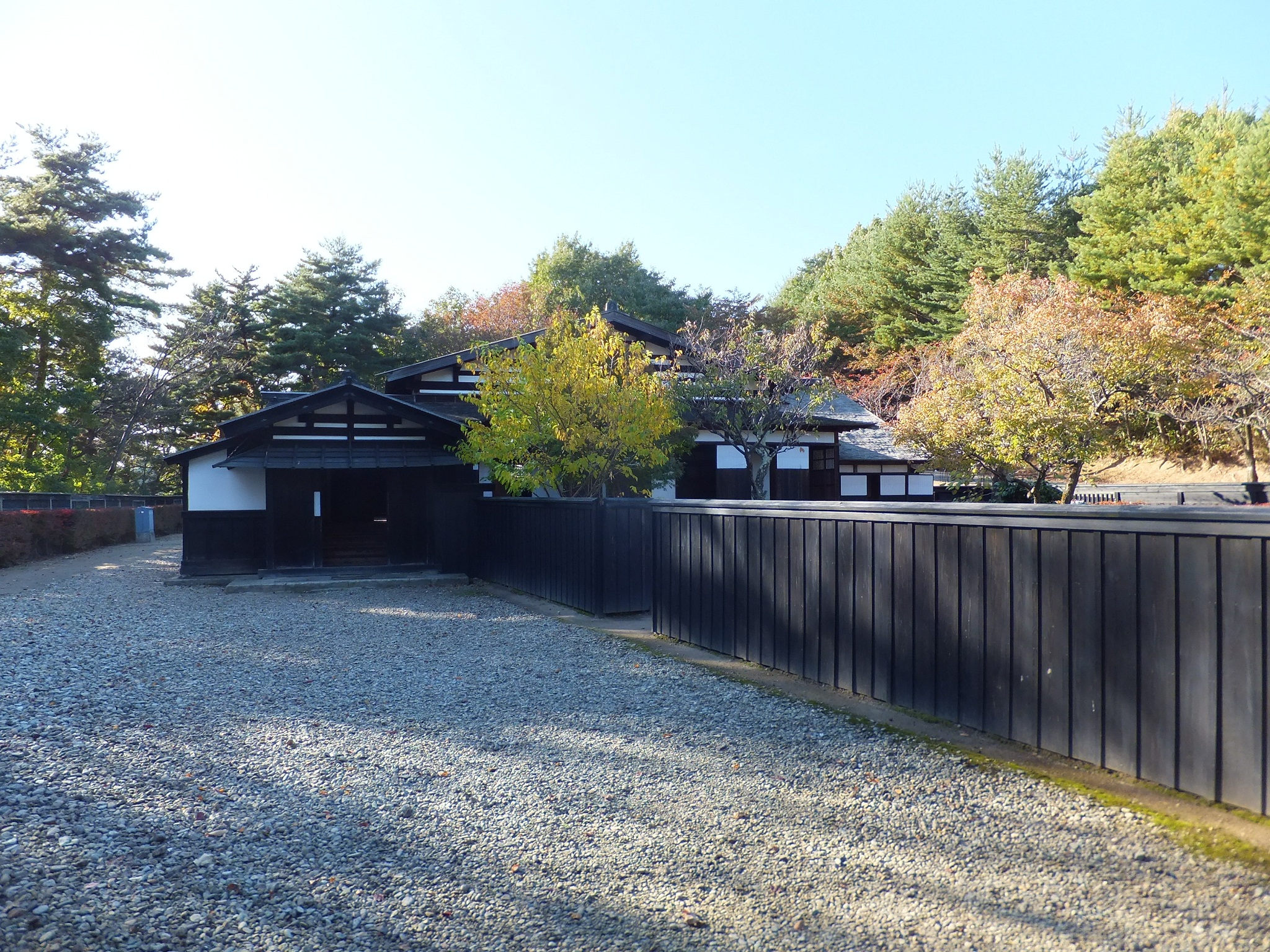
旧黒澤家住宅

久保田藩の500石取りの上級武士黒澤家の旧宅。芳賀家、赤田家、吉成家、平井家、黒澤家と、持ち主が変遷している。もともと中通3丁目に所在していたが、1985年（昭和60年）に黒澤家から秋田市へ寄付され、1988年（昭和63年）に千秋公園から南に3kmほど離れた一つ森公園内に移築された。母屋のみならず、附設の表門、木小屋、土蔵等、屋敷の施設群が一体として良好な状態で残っていたことから、1989年（平成元年）に国の重要文化財に指定されている。

## 入館料・開館時間等

### 開館時間
- 9:00-16:30

### 休館日
- 年末年始（12月29日～1月3日）および展示替え期間（御隅櫓は冬期間休業）

### 入館料
- 一般：100円（団体80円）
- 高校生：50円（団体40円）

### 共通チケット
佐竹史料館、久保田城御隅櫓、旧黒澤家住宅とも各施設それぞれ入館料大人100円（高校生50円）は共通である（開館時間は旧黒澤家住宅のみ9:30-16:30）。
共通チケット『みるかネット・くるりん周遊パス』（500円）では、佐竹史料館、久保田城御隅櫓、旧黒澤家住宅のほか、秋田市立千秋美術館、秋田市立赤れんが郷土館、 同分館民俗芸能伝承館（ねぶり流し館）・旧金子家住宅の各施設に共通して入館できるチケットとなっている。 

## 交通アクセス
- JR秋田駅下車徒歩約15分